# علي القاسمي
علي القاسمي، علي بن الحاج محمد بن الحاج عيسى بن الحاج حسين القاسمي، معجمي ومترجم وكاتب عراقي مقيم في المغرب. تلقى تعليمه العالي في جامعة بغداد، والجامعة الأمريكية في بيروت، وجامعة أوسلو، وجامعة بيروت العربية، وجامعة تكساس في أوستن، وأكسفورد، والسوربون. درس في جامعات بغداد والرباط والرياض. تولى إدارة التربية ثم إدارة الثقافة في المنظمة الإسلامية للتربية والعلوم والثقافة، وإدارة اتحاد جامعات العالم الإسلامي.

## أعماله
- درس في جامعة بغداد، وجامعة تكساس في أوستن، وجامعة الملك سعود بالرياض، وجامعة محمد الخامس بالرباط. (1967 1978).
- حاضر في جامعات أخرى، مثل: جامعة أكستر في بريطانيا، وجامعة تمبرة في فنلندة، وجامعة مراوي ستي في الفلبين.
- اشتغل خبيرا في مكتب تنسيق التعريب بالرباط التابع للمنظمة العربية للتربية والثقافة والعلوم ( الألكسو) ( 1978 1982).
- عمل مديرا لإدارة التربية في المنظمة الإسلامية للتربية والعلوم والثقافة (الإيسيسكو) بالرباط؛ ثم مديرا لإدارة الثقافة ومديرا لأمانة المجلس التنفيذي والمؤتمر العام في المنظمة نفسها، ثم مديرا للأمانة العامة لاتحاد جامعات العالم الإسلامي (1982 2000).
- عمل خبيرا في مكتب تنسيق التعريب بالرباط، ثم عمل مديرا لإدارة التربية في المنظمة الإسلامية للتربية والعلوم والثقافة بالرباط؛ فمديرا لإدارة الثقافة ومديرا لأمانة المجلس التنفيذي والمؤتمر العام في المنظمة نفسها، ثم مديرا للأمانة العامة لاتحاد جامعات العالم الإسلامي، ثم تفرغ للقراءة والكتابة.
- عضو مراسل عن العراق في مجمع اللغة العربية بالقاهرة وفي مجمع اللغة العربية بدمشق.
- عضو الهيئة الاستشارية للمركز الكوري للثقافة العربية الإسلامية، إنتشون، سيئول، كوريا.
- عضو من أعضاء المجلس معجم الدوحة التاريخي.
- عمل عضوا في هيئة التحرير أو الهيئة الاستشارية لدوريات علمية محكمة منها:
  - مجلة " التربية"، جامعة الملك سعود، الرياض، المملكة العربية السعودية.
  - مجلة " اللسان العربي"، مكتب تنسيق التعريب بالرباط.
  - مجلة " علم المصطلح" ، مركز علم المصطلح في جامعة سيدي محمد بن عبد الله، فاس.
  - مجلة " ترجميات" ، الرباط.
  - مجلة " الطفولة والتنمية"، المجلس العربي للطفولة والتنمية، القاهرة، مصر.

### مؤلفاته
له أكثر من أربعين كتابا منها: في المعجمية :
- صناعة المعجم التاريخي للغة العربية بيروت: مكتبة لبنان ناشرون، 2014. 650 صفحة.
- معجم الاستشهادات بيروت: مكتبة لبنان ناشرون، 2001
- معجم الاستشهادات الموسع بيروت: مكتبة لبنان ناشرون، 2008? 1039 صفحة
- معجم الاستشهادات الوجيز للطلاب بيروت: مكتبة لبنان ناشرون، 2012
- المعجم العربي الأساسي تونس/ باريس: الألكسو/لاروس، 1989 ط2:1991 المنسق 1347 صفحة.
- علم اللغة وصناعة المعجم بيروت: مكتبة لبنان ناشرون، 2004 ط3.. الطبعتان الأولى والثانية:
- الرياض: جامعة الرياض، 1975- 1991.
- المعجمية العربية بين النظرية والتطبيق يروت : مكتبة لبنان، 2003.
- Linguistics and Bilingual Dictionaries Leiden: E. J. Brill, 1977, 1981, 1983

في المصطلحية :
- علم المصطلح: أسسه النظرية وتطبيقاته العملية بيروت: مكتبة لبنان ناشرون، 2008-821 صفحة، والطبعة الثانية سنة 2019.[2]
- مقدمة في علم المصطلح ، الطبعة الثانية: القاهرة: مكتبة النهضة، 1988 الطبعة الأولى: بغداد: الموسوعة الصغيرة، 1985. مصطلحات علم اللغة الحديث بيروت: مكتبة لبنان، 1981 مع آخرين.

في التربية والتعليم:
- الجامعة والتنمية الرباط: المعرفة للجميع، 2002
- تعليم العربية للناطقين باللغات الأخرى الرياض: جامعة الرياض،1979
- التقنيات التربوية في تعليم العربية للناطقين باللغات الأخرى الرباط: الإيسيسكو، 1991
- مختبر اللغة الكويت: دار القلم، 1970
- تنظيم المكتبة المدرسية دمشق: دار الفكر، 1969 الطبعة الأولى مع د. ماهر حمادة. الطبعة الخامسة: بيروت: مؤسسة الرسالة، 1996.

في الفكر:
- مفاهيم العقل العربي الدار البيضاء: دار الثقافة، 2004
- حقوق الأنسان بين الشريعة الإسلامية والإعلان العالمي ، الطبعة الثانية: القاهرة: دار الأديب كامل الكيلاني، 2008 . الطبعة الأولى: الرباط: المعرفة للجميع، 2001
- السياسة الثقافية في العالم العربي بيروت: مكتبة لبنان ناشرون، 2012
- لغة الطفل العربي بيروت: مكتبة لبنان ناشرون، 2009.

في النقد:
- الثورة والشعر تونس: البدوي للنشر ولتوزيع، 2015.
- صياد اللئالئ: في الفكر والإبداع المغربي المعاصر الدار البيضاء: دار الثقافة، 2012
- العراق في القلب: دراسات في حضارة العراق ، الطبعة الثانية: بيروت: الدار العربية للموسوعات، 2010 712 صفحة. الطبعة الأولى: بيروت: المركز الثقافي العربي، 2004.
- النور والعتمة: إشكالية الحرية في الأدب العربي الدار البيضاء: دار الثقافة، 2009 .
- الحب والإبداع والجنون الدار البيضاء: دار الثقافة، 2006.
- في الأدب المغربي: قراءات الرباط: منشورات الزمن، 2002.

في القصة:
- الأعمال القصصية الكاملة بيروت: مكتبة لبنان ناشرون، 2013
- الحب في أوسلو قصص بيروت: الدار العربية للموسوعات، 2014
- رسالة إلى حبيبتي، مجموعة قصصية الدار البيضاء: دار الثقافة، 2008
- صمت البحر مجموعة قصصية الدار البيضاء: دار الثقافة، 2003
- أوان الرحيل، مجموعة قصصية الدار البيضاء: دار الثقافة، 2008? 2015 ط 3 و 2. الطبعة الأولى:القاهرة: دار ميريت، 2005
- دوائر الأحزان مجموعة قصصية، الطبعة الثانية: الدار البيضاء: دار الثقافة، 2010? 2015 الطبعة الاولى القاهرة: دار ميريت، 2007.
- حياة سابقة مجموعة قصصية الدار البيضاء: دار الثقافة، 2010
- – Circles of Sorrows, Translated by Musa Halool Taif: University of Taif, 2014

في الرواية:
- مرافئ الحب السبعة رواية الدار البيضاء/بيروت: المركز الثقافي العربي، 2012.
- عصفورة الأمير: قصة عاطفية من طي النسيان، للأذكياء من الفتيات والفتيان بيروت: مكتبة لبنان، 2005.

في الترجمة:
- الترجمة وأدواتها بيروت: مكتبة لبنان ناشرون، 2009.
- إرنست همنغواي، وليمة متنقلة ترجمة . الطبعة السابعة بيروت/ الدار البيضاء : المركز الثقافي العربي، 2016 الطبعة السادسة : القاهرة : دار رؤية، 2013 الطبعة الخامسة الرباط: منشورات الزمن، 2013 الطبعة الرابعة: القاهرة: مكتبة الأسرة، 2009 الطبعة الثالثة: القاهرة: دار ميريت، 2006. الطبعة الثانية: الرباط، منشورات الزمن، 2002 الطبعة الأولى: دمشق: دار المدى، 2001.
- ألن لايتمن، أحلام أنشتاين رواية ترجمة الطبعة الثانية: الرباط: منشورات الزمن، 2011 الطبعة الأولى: القاهرة : مجلة إبداع، 2011 .
- إرنست همنغواي، الشيخ والبحر ترجمة الطبعة السادسة بيروت/ الدار البيضاء: المركز الثقافي العربي، 2016 الطبعة الخامسة الرباط : منشورات الزمن، 2015 الطبعة الرابعة الرباط منشورات الزمن، 2013 الطبعة الثالثة: القاهرة: دار رؤية، 2013 الطبعة الثانية: القاهرة: دار ميريت، 2008 الطبعة الأولى: الرباط: منشورات الزمن، 2008.
- الفلاح البائس : يبه الساكن على التل. الطبعة الثانية: الرباط: منشورات الزمن، 2013 الطبعة الأولى:بغداد: مكتبة الأعظمي، 1969 مترجمة عن هولبرغ Modern Iraqi Short Stories Baghdad: Ministry of Culture, 1969 – with W. Frazier

## الجوائز والأوسمة
- وسام الأسد الوطني من السنغال، منحه له رئيس الجمهورية الراحل الشاعر الأكاديمي ليبولد سيدار سنغور، تكريما له على جهوده في مشروع منظمة المؤتمر الإسلامي لإنشاء مدارس عربية حديثة في داكار.